# クライストチャーチ植物園
クライストチャーチ植物園（Christchurch Botanic Gardens）は、ニュージーランド南島、クライストチャーチにある植物園。

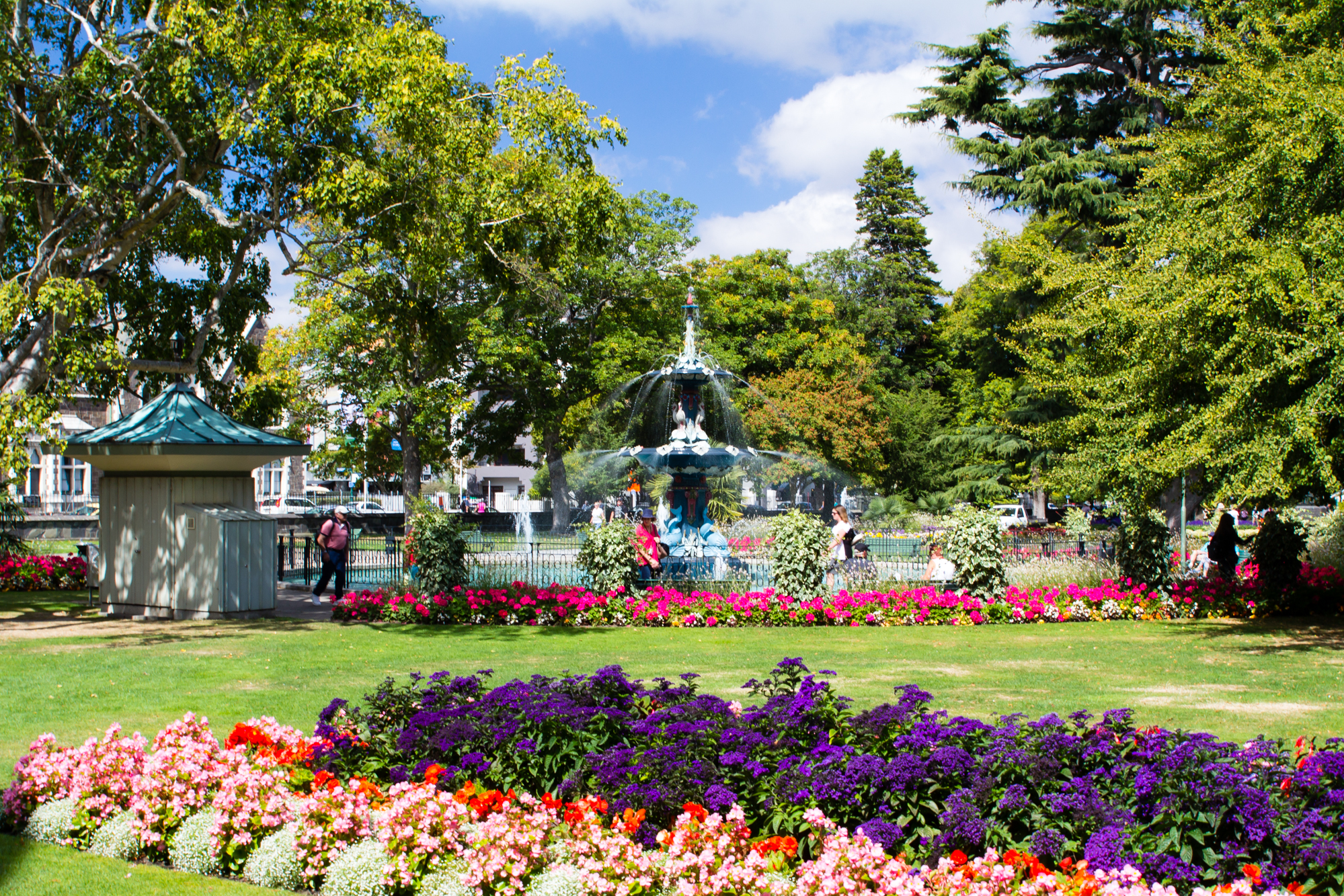
ピーコック噴水

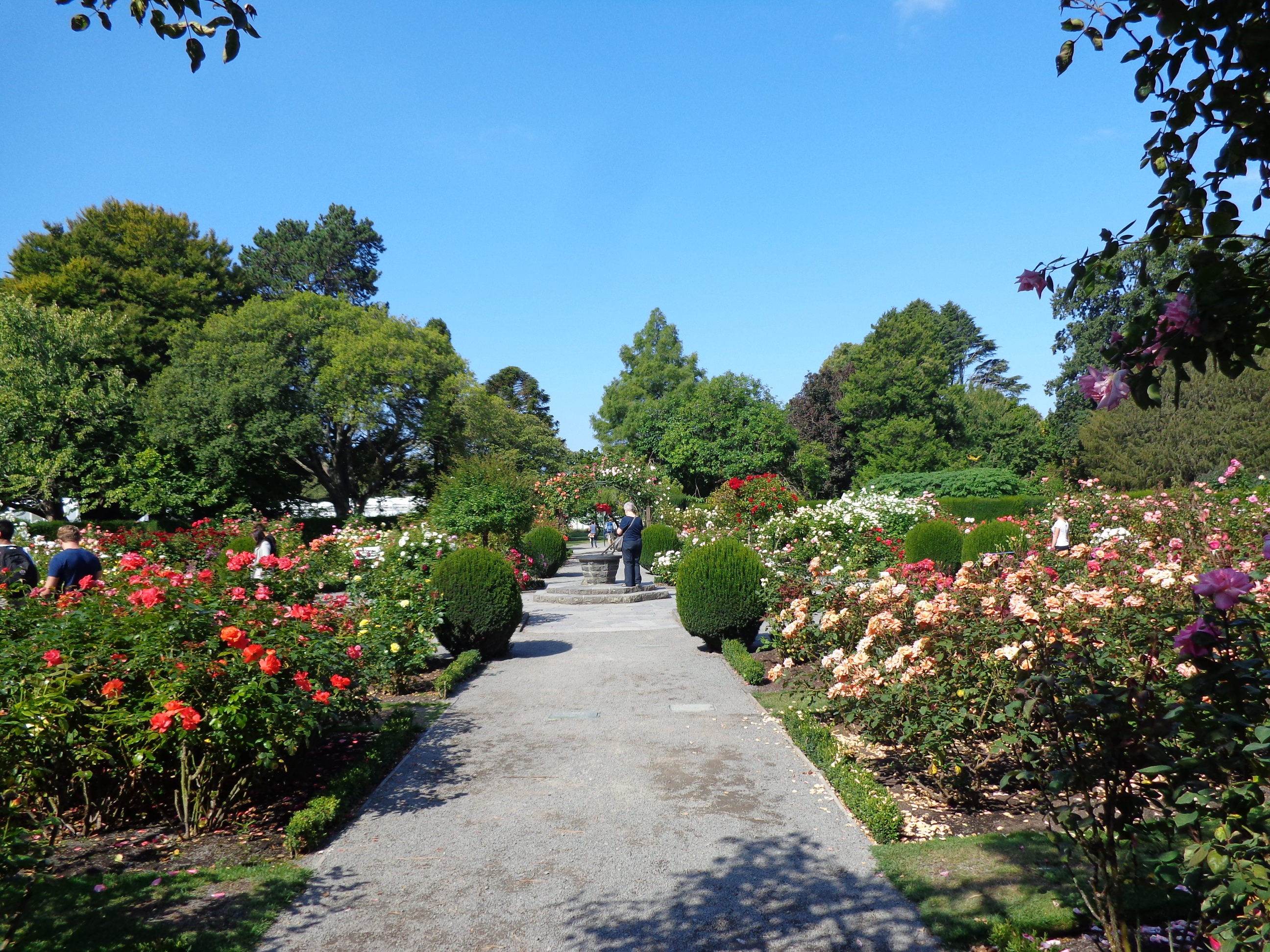
薔薇園

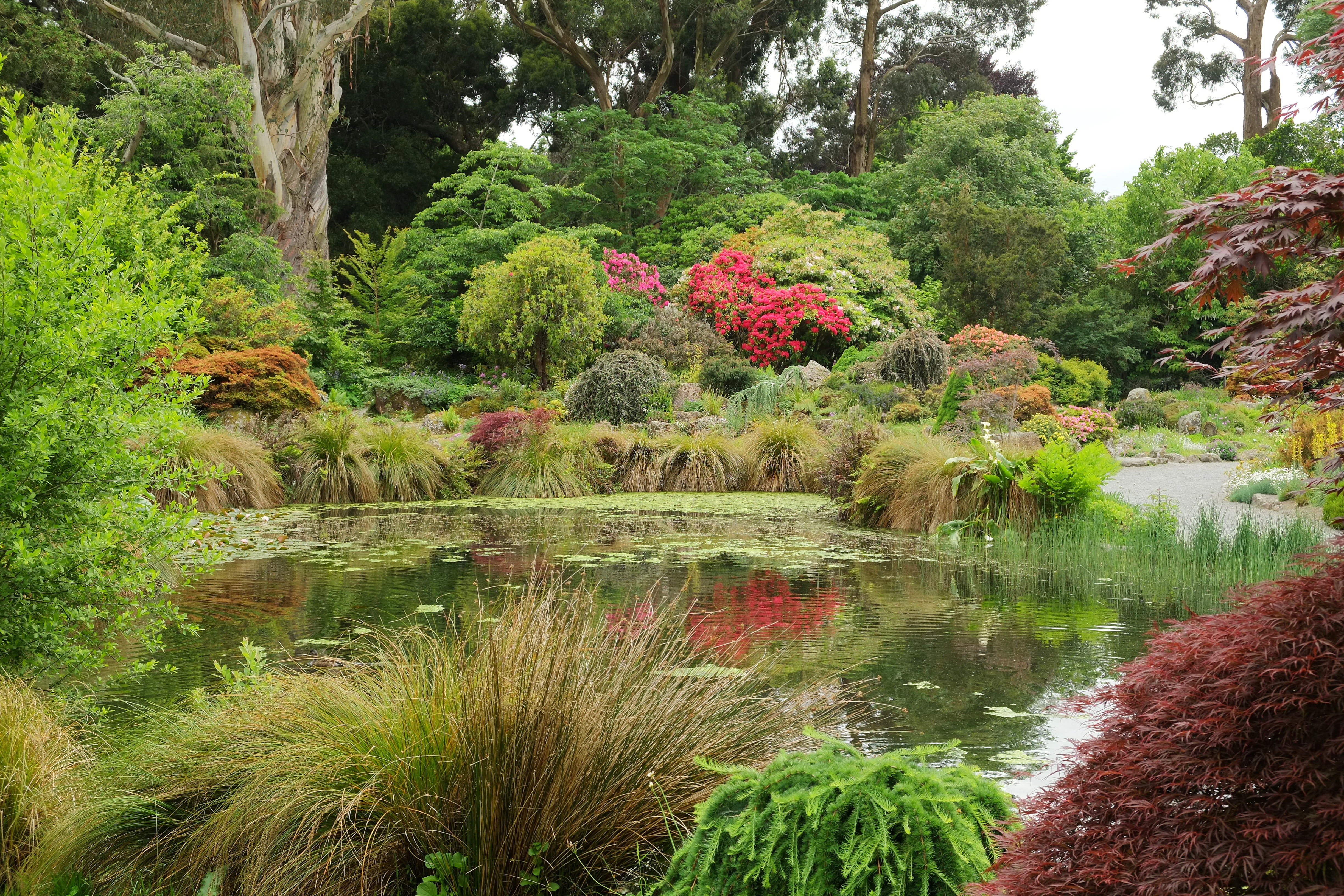
ロックガーデンの池

## 歴史
1863年開園。アルバート・エドワード王子とアレキサンドラ王女との婚礼を祝い、イングリッシュ・オーク（ヨーロッパナラ）を植樹したのが植物園の始まりである。湿地帯で砂丘であった土地を整備し、およそ30ヘクタールの敷地を有する植物園に造園した。ハグレイ公園に隣接し、園内をエイヴォン川が流れる。ニュージーランド固有の植物と海外からの植物を合わせ、1万種以上の植物が集められている。園内は250種類以上のバラを集めたバラ園のほか、ハーブ園、温室、庭園などがある。
1906年にジョン・ピーコック伯爵より寄贈された噴水は修復を経て、1997年にロールストン通り入口付近に再設置された。
1901年から1969年まで園内には磁気観測所が設置され、ロバート・スコットやアーネスト・シャクルトンが南極探検を行う際の地球磁気・地球電気に関する調査観測を行っていた。

## 利用
入園は無料。植物園内を周るツアーガイドは有料。ハグレイ公園、カンタベリー博物館に隣接し、クライストチャーチ・アートセンターの向かい側に位置する。